# Braćevac
Braćevac (izvirno srbsko Браћевац) je naselje v Srbiji, ki upravno spada pod Občino Negotin; slednja pa je del Borskega upravnega okraja.

## Demografija
Prebivalstvo Braćevca је večinoma srbsko in se v glavnem bavijo s kmetijstvom, živinorejo in vinogradništvom. Naselje je imelo leta 1921 345 hiš in 2.500 prebivalcev, leta 2002 pa 320 hiš in 533 prebivalcev.
V naselju, katerega izvirno (srbsko-cirilično) ime je Браћевац, živi 492 polnoletnih prebivalcev, pri čemer je njihova povprečna starost 59,5 let (57,2 pri moških in 61,7 pri ženskah). Naselje ima 238 gospodinjstev, pri čemer je povprečno število članov na gospodinjstvo 2,24.
To naselje je, glede na rezultate popisa iz leta 2002, večinoma srbsko.
|  |

| Demografija | Demografija     | Demografija     |
| Leto        | Št. prebivalcev | Št. prebivalcev |
| ----------- | --------------- | --------------- |
|             |                 |                 |
|             |                 |                 |
|             |                 |                 |
|             |                 |                 |
| 1948        | 1794            |                 |
| 1953        | 1764            |                 |
| 1961        | 1627            |                 |
| 1971        | 1337            |                 |
| 1981        | 1037            |                 |
| 1991        | 744             | 744             |
| 2002        | 533             | 533             |
|             |                 |                 |

| Etnična sestava po popisu iz leta 2002 | Etnična sestava po popisu iz leta 2002 | Etnična sestava po popisu iz leta 2002 | Etnična sestava po popisu iz leta 2002 | Etnična sestava po popisu iz leta 2002 |
| -------------------------------------- | -------------------------------------- | -------------------------------------- | -------------------------------------- | -------------------------------------- |
| Srbi                                   | Srbi                                   |                                        | 515                                    | 96,62%                                 |
| Romi                                   | Romi                                   |                                        | 12                                     | 2,25%                                  |
| Bolgari                                | Bolgari                                |                                        | 2                                      | 0,37%                                  |
| Hrvati                                 | Hrvati                                 |                                        | 1                                      | 0,18%                                  |
| Makedonci                              | Makedonci                              |                                        | 1                                      | 0,18%                                  |
| Jugoslovani                            | Jugoslovani                            |                                        | 1                                      | 0,18%                                  |
| Neznano                                | Neznano                                |                                        | 1                                      | 0,18%                                  |